# Livistona lanuginosa
Livistona lanuginosa är en enhjärtbladig växtart som beskrevs av Rodd. Livistona lanuginosa ingår i släktet Livistona och familjen Arecaceae. Inga underarter finns listade i Catalogue of Life.